# الدوري البلغاري الممتاز 1984-85
الدوري البلغاري الممتاز 1984-85 (بالبلغارية: „А“ група 1984/85)‏ هو الموسم 61 من الدوري البلغاري الممتاز. أشرف على تنظيمه اتحاد بلغاريا لكرة القدم، وكان عدد الأندية المشاركة فيه 16، وفاز فيه ليفسكي صوفيا.